# Qadian
Qadian (en punyabí: ਕ਼ਾਦੀਆਨ ) es una ciudad de la India en el distrito de Gurdaspur, estado de Punyab.
Es la ciudad natal de Mirza Ghulam Ahmad, fundador de la Comunidad Ahmadía. Tras la partición de la India, los ahmadíes emigraron a Pakistán, dejando en Qadian una pequeña comunidad

## Geografía
Se encuentra a una altitud de 255 m s. n. m. a 234 km de la capital estatal, Chandigarh, en la zona horaria UTC +5:30.

## Demografía
Según estimación 2010 contaba con una población de 19 986 habitantes.